# Liste von Windkraftanlagen in Österreich
Die Liste von Windkraftanlagen in Österreich nennt Windkraftanlagen und Windparks in Österreich. Spitzenreiter ist Niederösterreich. Im Burgenland gibt es die größten Windparks in Österreich, so zum Beispiel der Windpark Andau/Halbturn. Mit 79 Windkraftanlagen der 3-MW-Klasse und einer installierten Leistung von 237 MW war er bei seiner Inbetriebnahme im Jahr 2014 nach Daten des Windverbandes EWEA der drittgrößte Onshore-Windpark Europas und nach Angaben des ORF der größte Windpark Mitteleuropas.

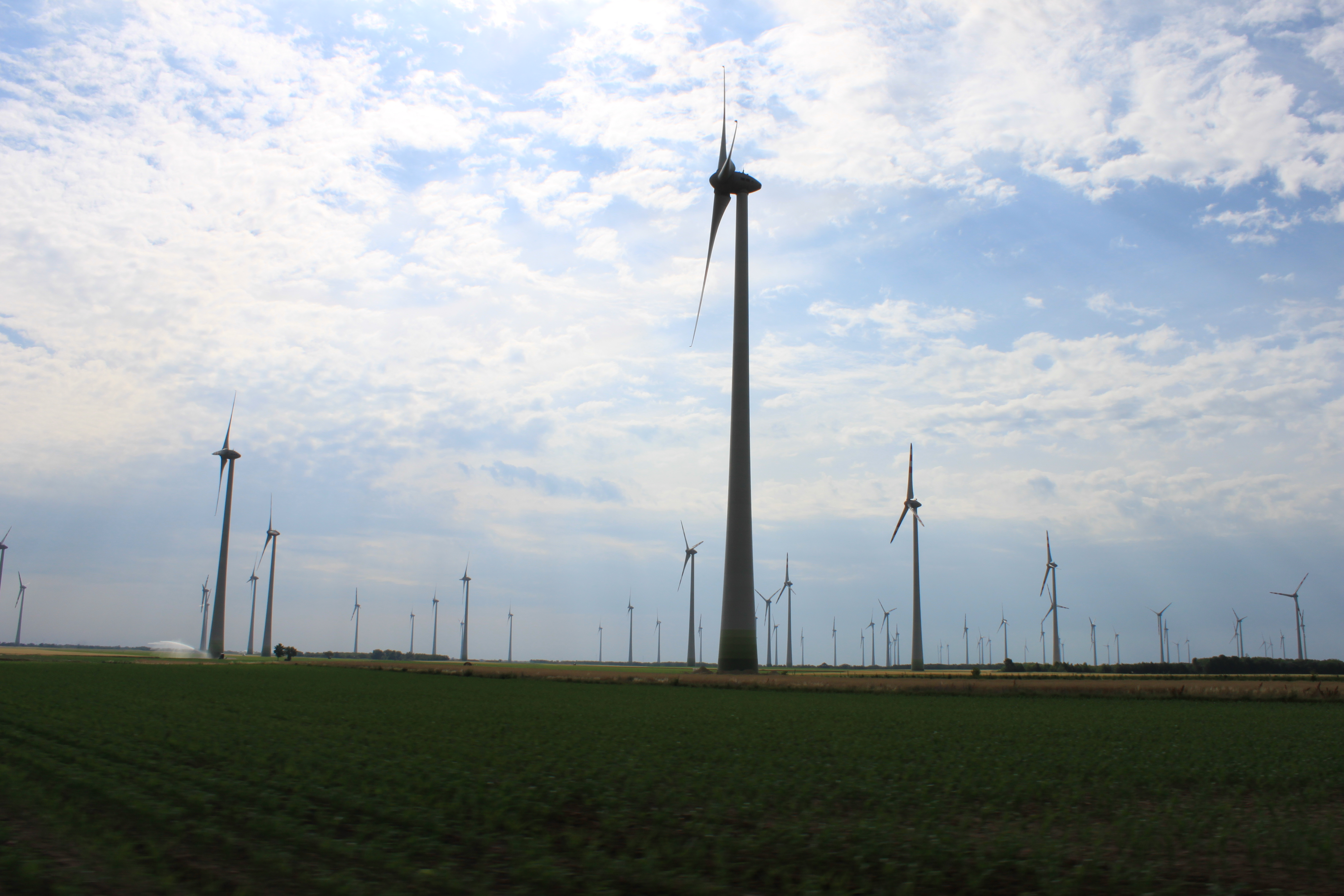
Windpark Andau/Halbturn

Ende 2024 lag die installierte Gesamtleistung der österreichischen Windkraftanlagen bei 4.028 MW, die Zahl der Windkraftanlagen lag bei 1.451.

## Nach Bundesländern untergliedert
- Burgenland
- Kärnten
- Niederösterreich
- Oberösterreich
- Steiermark
- Wien

## Installierte Windkraftanlagen
| Jahr | Bundesland       | Anzahl | Inst. Leistung (MW) |
| ---- | ---------------- | ------ | ------------------- |
| 2024 | Burgenland       | 456    | 1419,3              |
| 2024 | Kärnten          | 10     | 27,7                |
| 2024 | Niederösterreich | 823    | 2199,59             |
| 2024 | Oberösterreich   | 31     | 50,27               |
| 2024 | Steiermark       | 122    | 324,15              |
| 2024 | Wien             | 9      | 7,38                |
| 2024 | Vorarlberg       | 0      | 0                   |
| 2024 | Salzburg         | 0      | 0                   |
| 2024 | Tirol            | 0      | 0                   |